# Château de Kaiserslautern
Le site classé du palais impérial de Barberousse (en allemand Barbarossaburg), est un palais édifié  au XIIe siècle par l'empereur Frédéric Barberousse à Kaiserslautern (dans l'actuelle Rhénanie-Palatinat). Après de multiples aménagements au fil des siècles, il ne subsiste plus de ce palais médiéval que des ruines.

## Localisation
La palais de Barberousse se dressait dans le centre-ville de Kaiserslautern, à l'extrémité de l'actuelle Burgstraße, exactement sous le nouvel Hôtel de ville. Au XIIe siècle, il n'y avait encore à cet endroit qu'un promontoire rocheux entouré par les eaux du Lauter.

## Histoire

### DuVIeauXIesiècle
Les fouilles exécutées en 1991-1992 sur la colline ont permis de mettre au jour des vestiges de céramique rubanée remontant au VIe siècle av. J.-C., qui sont les plus anciennes traces d'habitat sur le site. En 830, l'endroit est désigné comme la villa Luhtra mais l'on peut supposer que cette exploitation carolingienne occupait dès le VIIe siècle la colline, qui fut à l'origine une nécropole dont 188 sépultures ont été retrouvées, réparties sur une superficie de 1 400 m2. Cette terre échut en 985 aux princes saliques et en 1114 elle est qualifiée de curtis (lat. cour) . On a retrouvé le long des versants est et sud une enceinte défensive de la fin de la dynastie salique au Xe siècle, dont la hauteur atteignait 1,40 m. On suppose que ce village semi-fortifié était alors la résidence de ministériels de petite noblesse, car la colline a conservé le nom traditionnel de Rittersberg (« mont aux chevaliers »).

### DuXIIeauXIVesiècle
Le site se prêtait tout naturellement à la construction d'un château fort, plutôt qu’au simple renfort de la muraille préexistante, et l'empereur Frédéric Barberousse décida d'y faire édifier ce qu'il appelait sa domum regalem (lat. maison du roi), les travaux s'étalant de 1152 à 1158. En 1162, il fit de Gotfried von Lutra, premier des chevaliers de Hohenecken, le châtelain de Kaiserlautern. Au cours des années suivantes, le monarque vint régulièrement dans ce palais, comme en 1184 où il était accompagné de son fils Henri VI. En 1214, 1215 et 1217 l'empereur Frédéric II s'y établit, et y installa sa cour en 1234. Il avait fait réaménager le château en 1215.
C’est dans la chapelle du château (dédiée à Saint Nicolas) que le roi Richard épousa en 1269 Béatrix de Falkenbourg. En 1305, treize nobles (dont les comtes de Deux-Ponts-Bitche) bénéficièrent d'un office royal avec résidence à Lautern. Le palais échut en 1322 à Jean l'Aveugle, et en 1332 à son fils, l’archevêque Baudouin de Trèves, avant d'être hypothéqué en 1357 au comte palatin du Rhin. À partir de cette date, les officiers princiers du Palatinat du Rhin s'y établirent. De nouveaux travaux furent engagés en 1367, financés par l’électeur Robert Ier avec les revenus de l'octroi.

### Depuis leXVIesiècle

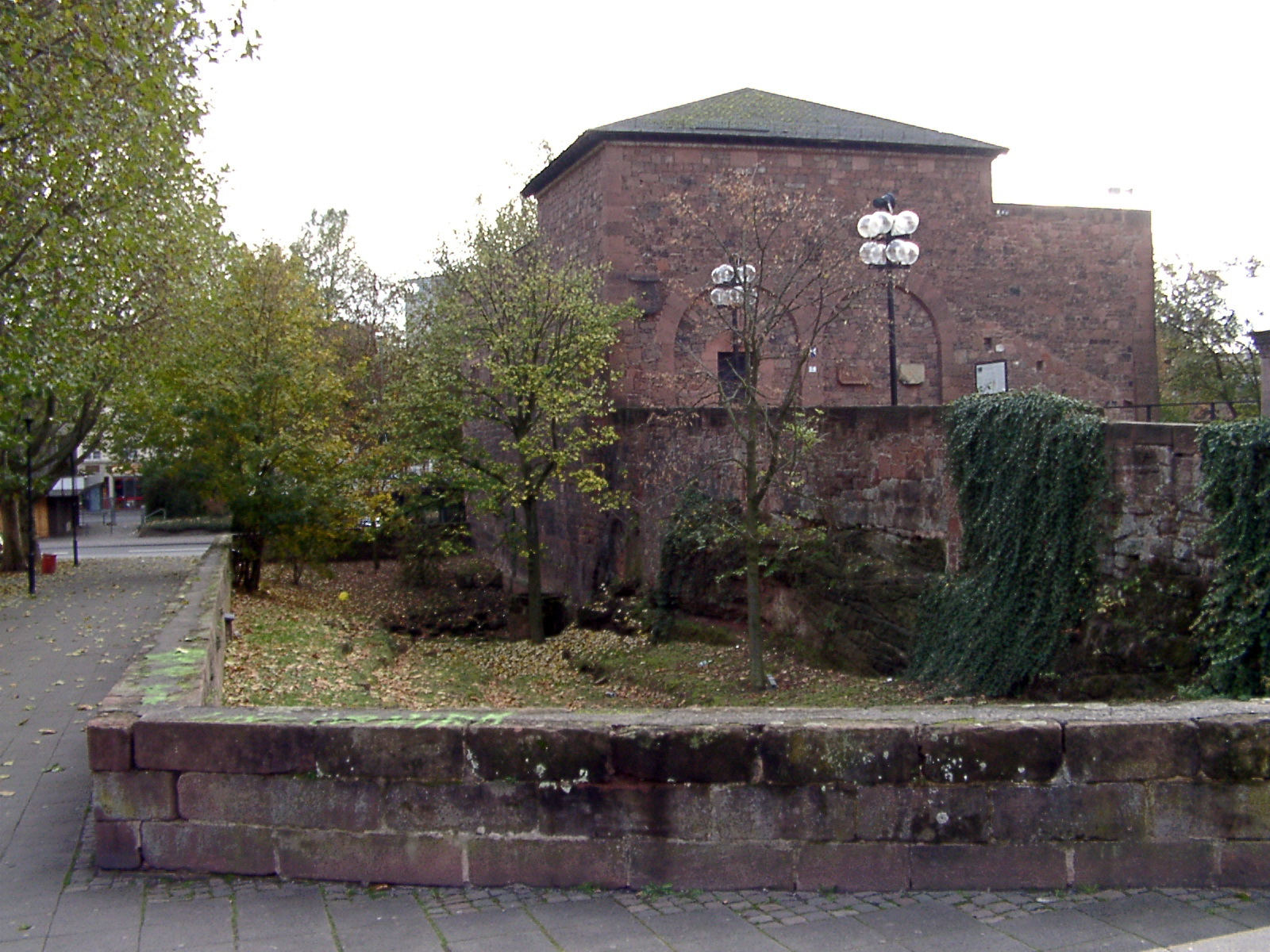
Façade nord du château de Jean-Casimir avec l'ancien pont vers le château-fort.

Entre 1570 et 1580, le comte palatin Jean-Casimir fit édifier un somptueux château de style Renaissance à proximité immédiate du château-fort. Le palais médiéval et le château Renaissance subirent tous deux les déprédations successives opérées aussi bien par les armées impériales du général Melchior von Hatzfeldt en 1635, que par les armées de Louvois au cours du sac du Palatinat en 1688. Finalement, les Français incendièrent et firent sauter les restes de la muraille en 1703.
En 1714 l’électeur Jean-Guillaume fit récupérer les pierres des ruines du palais médiéval pour se construire un pavillon de chasse. Ce dernier édifice servit de chancellerie jusqu’à ce que les armées révolutionnaires l’incendient en 1792. Le chancelier Horn, après des travaux de première urgence, y établit le siège de son administration en 1804, et en 1813 l'administration impériale française acquit les ruines mises aux enchères : il s'ensuivit de nouveaux déblaiements et un bouleversement du site. En 1820 l'angle nord-ouest du château était entièrement rasé pour y construire la prison palatine du gouvernement bavarois. En 1842 le château et l'angle sud-est furent reconvertis en brasserie, la B. C. Waechter zur Kaiserburg Brauerei.
Sous le Troisième Reich en 1934 les bâtiments les plus récents furent à leur tour démolis. La réhabilitation du château de l'électeur Jean-Casimir prit fin en 1935.
Depuis 1960, des fouilles et de multiples travaux de réhabilitation ont pu être entrepris grâce à une association. Par suite de négligences dans l'élaboration du projet, la reconstruction de l'hôtel de ville de Kaiserslautern en 1968 a entraîné la perte irrémédiable des dernières ruines du palais de Barberousse. Les fouilles menées concurremment aux travaux de construction n'ont pas à ce jour été exploitées scientifiquement.

## Plan du château

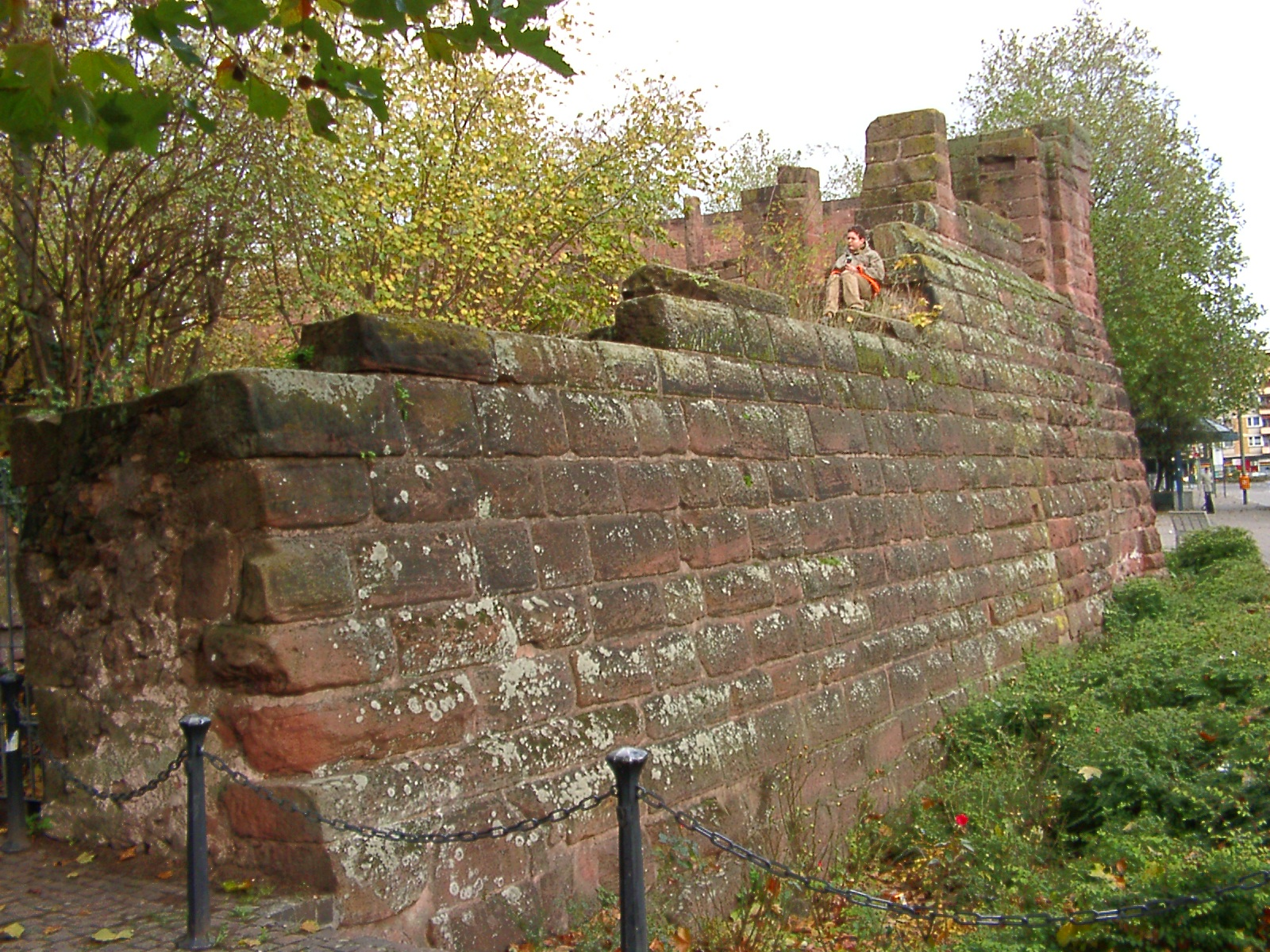
Les remparts : maçonnerie à bossage.

Il ne subsiste donc aujourd'hui que quelques parpaings de grès vosgien formant les fondations de la salle du trône et quelques pierres des murs de la double chapelle érigée entre 1160 et 1215. Les vestiges des remparts encore debout se trouvent à l'angle sud-ouest du site. Un chaînage en plâtre sous la place du nouvel hôtel de ville, marque le périmètre de la salle impériale (28 m ×19 m). D'autres travaux plus récents sur le site du palais ont mis au jour de nouveaux vestiges de la maçonnerie d'origine ainsi que des galeries souterraines. À l'est du château (reconstitué) de Jean-Casimir, on reconnaît très nettement les traces des chemins menant au château fort. Dans les caves du château, on trouve aussi des restes de maçonnerie remontant aux derniers souverains saliques et au règne du père de Barberousse, le duc Frédéric le Borgne.
On peut circuler librement au milieu des ruines du château fort, mais il faut demander l'accès aux autorités pour pouvoir visiter le château de Jean-Casimir et les galeries souterraines.

## Légendes

### Le cortège fantôme
Selon une légende locale, le château apparaîtrait chaque année le 10 juin à minuit, jour anniversaire de la mort de l'empereur Barberousse, dans son aspect originel à certaines personnes douées du don de voyance. Les chevaliers et serviteurs de Barberousse sortiraient de leur tombeau pour effectuer à travers les rues de la ville un cortège funèbre en honneur à leur souverain. Cortège et château s'évanouiraient au premier chant du coq...

### L'empereur endormi
Selon une autre légende, Barberousse ne se serait pas noyé, mais aurait disparu sans laisser de trace après avoir été détenu très longtemps par les Sarrasins. Une ruse lui aurait permis d'échapper à ses geôliers et il aurait regagné incognito son château de Lautern. Mais pour prix de sa fuite, il devrait quitter son château le jour où les corbeaux (Raben) cesseraient de voler autour.
Or un jour, le chevalier du château voisin de Beilstein, poussé par la curiosité, se serait introduit sous les voûtes du château de Lautern. Dans les caves, il serait tombé sur un homme au manteau écarlate, endormi assis devant une table. L'homme se serait réveillé et aurait demandé au visiteur : « Êtes-vous l'un des corbeaux ? » Devant les dénégations du chevalier, l'homme se serait endormi de nouveau.

## Source
- (de) Cet article est partiellement ou en totalité issu de l’article de Wikipédia en allemand intitulé « Kaiserpfalz (Kaiserslautern) » (voir la liste des auteurs).
- (de) L'association Förderkreis zur Erhaltung der Kaiserpfalz Kaiserslautern e. V.